# 서울특별시인재개발원
서울특별시인재개발원(서울特別市人材開發院, Seoul Human Resources Development Center)은 서울특별시와 관할 자치구 소속 지방공무원에 대한 교육훈련을 분장하는 서울특별시청의 직속기관이다. 원장은 지방이사관으로 보한다.

## 설치 근거 및 소관 사무

### 설치 근거
- 「서울특별시 행정기구 설치조례」 제31조제1항[2]

### 소관 사무
- 교육기본운영계획의 수립·집행조정
- 교육훈련시험의 출제·채점 등 평가관리
- 피교육자의 생활지도
- 교육훈련의 수요조사와 교육훈련기본계획의 수립
- 교재·교육훈련기법의 연구·발전

## 연혁
- 1962년 2월 7일: 서울특별시공무원훈련원 설치.[3]
- 1962년 3월 1일: 서울특별시공무원교육원으로 개편.[4]
- 1979년 8월 31일: 현 청사로 신축 이전.
- 1999년 3월 15일: 서울특별시지방공무원교육원으로 개편.[5]
- 2007년 4월 5일: 서울특별시인재개발원으로 변경.[6]

## 조직

### 원장
- 인재기획과[7]
- 인재양성과[7]
- 인재채용과[7]